# Kolungen
Kolungen är en sjö i Melleruds kommun i Dalsland och ingår i Göta älvs huvudavrinningsområde. Sjön är 5,5 meter djup, har en yta på 1,5 kvadratkilometer och är belägen 60 meter över havet. Sjön avvattnas av vattendraget Kolån.

## Delavrinningsområde
Kolungen ingår i det delavrinningsområde (651580-130121) som SMHI kallar för Utloppet av Kolungen. Medelhöjden är 84 meter över havet och ytan är 13,14 kvadratkilometer. Det finns inga avrinningsområden uppströms utan avrinningsområdet är högsta punkten. Kolån som avvattnar avrinningsområdet har biflödesordning 4, vilket innebär att vattnet flödar genom totalt 4 vattendrag innan det når havet efter 162 kilometer. Avrinningsområdet består mestadels av skog (27 procent), öppen mark (10 procent) och jordbruk (43 procent). Avrinningsområdet har 1,47 kvadratkilometer vattenytor vilket ger det en sjöprocent på 11,2 procent. Bebyggelsen i området täcker en yta av 0,91 kvadratkilometer eller 7 procent av avrinningsområdet.